# La Maison de la rue Chelouche

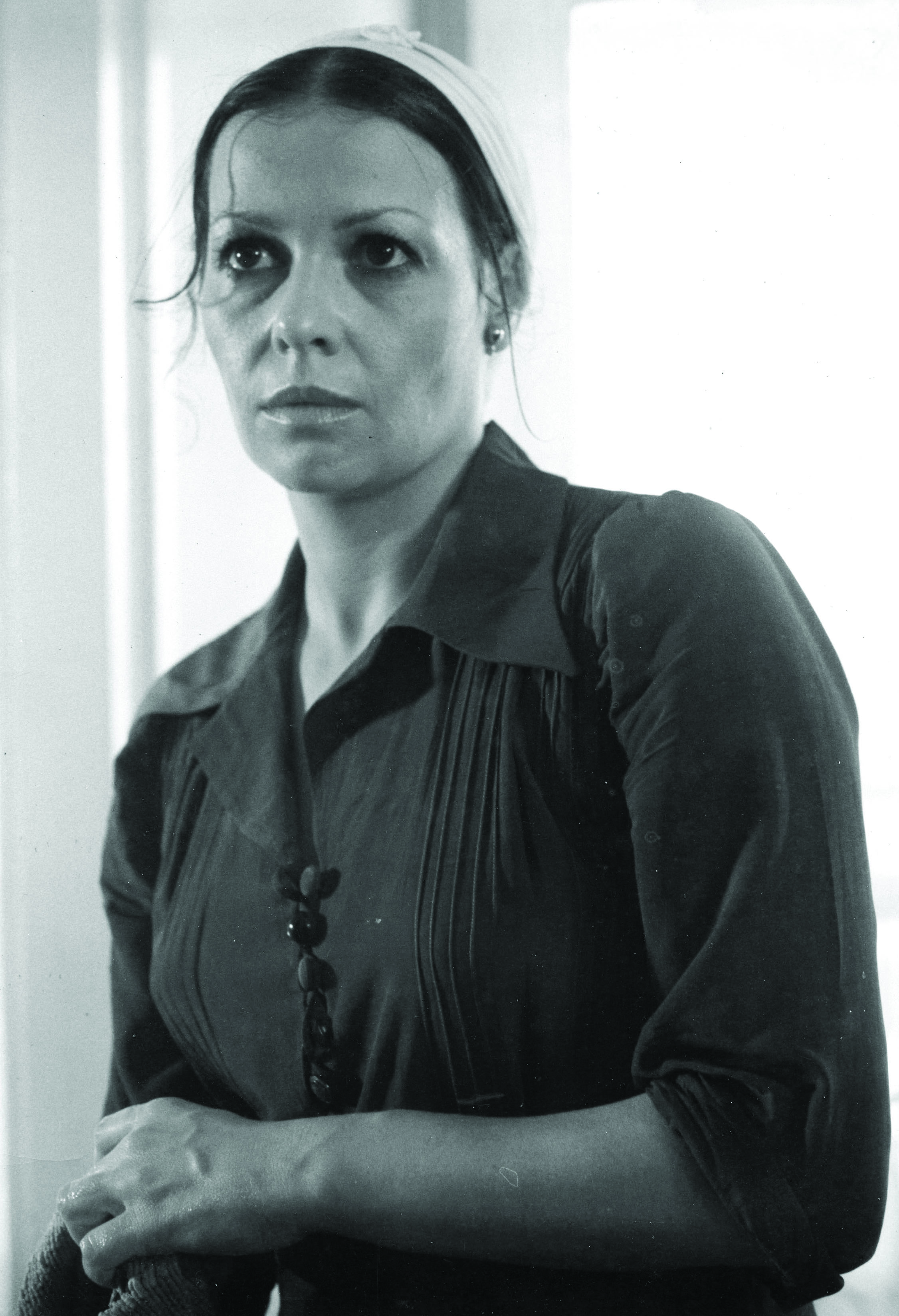
L'actrice israelienne Gila Almagor dans le film "La Maison de la rue Chelouche" (1973).

La Maison de la rue Chelouche (Ha-Bayit Berechov Chelouche) est un film israélien réalisé par Moshé Mizrahi, sorti en 1973. Le film fut nommé à l'Oscar du meilleur film en langue étrangère.

## Fiche technique
- Titre : La Maison de la rue Chelouche
- Titre original : Ha-Bayit Berechov Chelouche
- Réalisation : Moshé Mizrahi
- Scénario : Moshé Mizrahi et Yerech Guber
- Production : Menahem Golan
- Musique : Dov Seltzer (en)
- Directeur de la photographie : Adam Greenberg
- Pays d'origine : Israël
- Format : Couleurs
- Genre : Drame
- Durée : 110 minutes
- Date de sortie :  1973

## Distribution
- Gila Almagor : Clara
- Ofer Shalhin : Sami
- Michal Bat-Adam : Sonia
- Joseph Shiloach : Nissim
- Rolf Brin : Grossman